# RN3 (Mali)
Die RN3 ist eine Fernstraße in Mali, die in Diéma an der Ausfahrt der RN1 beginnt und in Nioro du Sahel an der Grenze nach Mauretanien endet. Sie ist 158 Kilometer lang.